# Доходный дом М. Т. Стрелина
Доходный дом М. Т. Стрелина — памятник архитектуры. Расположен в Петроградском районе Санкт-Петербурга, современный адрес дома — улица Ленина, 25 / Малый проспект Петроградской стороны.
Дом построен Д. А. Крыжановским в 1902 году для владельца кирпичного завода. У лицевого фасада сделаны плоские эркеры на крайних осях, схваченные на двух уровнях балконами эркеры-башни в центре, в декоре использованы необарочные детали, второй и третий этажи объединены вертикальными обрамлениями.
В здании были только жилые помещения. На первом этаже было спланировано четыре квартиры, из которых одна была значительно более комфортнее других, на остальных этажах по две большие и две малые квартиры, также две квартиры расположены в мансарде.
При сравнении с опубликованным в журнале «Зодчий» 1905 года снимком можно отследить, что по сравнению с оригинальным видом здание утратило глухие каменные стенки связующих балконов (заменены на металлические ограждения), лепнину простенков верхней части фасада и ворота подворотни.